# Микаелян, Гехазник Арменакович
Гехазник Арменакович Микаелян (арм. Գեղազնիկ Արմենակի Միքայելյան, 16 ноября 1951 года, Лернарот — 29 августа 1990 года, Ереван) — участник Первой карабахской войны, Национальный герой Армении (1996, посмертно).

## Биография и деятельность
Гехазник Микаелян родился 16 ноября 1951 года в селе Лернарот (Арагацотнская область).
Микаелян получил сельскохозяйственное среднеспециальное образование.
Гехазник Микаелян был командиром Аштаракского ополченческого отряда. С первых же дней Первой карабахской войны участвовал в боях в районе Гориса (Корнидзор), Гадрута, Мегри (Нювад), Ноемберяна (Воскепар), Иджевана и Арарата (Ерасх).
29 августа 1990 года Гехазник был убит вместе с Витей Айвазяном в Ереване. Похоронен на кладбище в селе Сасуник.
20 сентября 1996 года указом президента Армении за выдающиеся заслуги перед родиной Гехазник Микаелян был посмертно удостоен высшего звания «Национальный Герой Армении».